# Troilus (zoologia)
Troilus Stål, 1868 è un genere di insetti appartentente alla famiglia Pentatomidae (sottofamiglia Asopinae).

## Tassonomia
Al genere appartengono due specie:
- Troilus luridus
- Troilus maracaja